# 夕霧 (源氏物語)
- 源氏物語 > 源氏物語各帖のあらすじ > 夕霧 (源氏物語)
- 源氏物語 > 源氏物語の登場人物 > 夕霧 (源氏物語)

| 源氏物語五十四帖 |        |    |        |
| 各帖のあらすじ   |        |    |        |
| 帖               | 名     | 帖 | 名     |
| 1                | 桐壺   | 28 | 野分   |
| 2                | 帚木   | 29 | 行幸   |
| 3                | 空蝉   | 30 | 藤袴   |
| 4                | 夕顔   | 31 | 真木柱 |
| 5                | 若紫   | 32 | 梅枝   |
| 6                | 末摘花 | 33 | 藤裏葉 |
| 7                | 紅葉賀 | 34 | 若菜   |
| 8                | 花宴   | 35 | 柏木   |
| 9                | 葵     | 36 | 横笛   |
| 10               | 賢木   | 37 | 鈴虫   |
| 11               | 花散里 | 38 | 夕霧   |
| 12               | 須磨   | 39 | 御法   |
| 13               | 明石   | 40 | 幻     |
| 14               | 澪標   | 41 | 雲隠   |
| 15               | 蓬生   | 42 | 匂宮   |
| 16               | 関屋   | 43 | 紅梅   |
| 17               | 絵合   | 44 | 竹河   |
| 18               | 松風   | 45 | 橋姫   |
| 19               | 薄雲   | 46 | 椎本   |
| 20               | 朝顔   | 47 | 総角   |
| 21               | 少女   | 48 | 早蕨   |
| 22               | 玉鬘   | 49 | 宿木   |
| 23               | 初音   | 50 | 東屋   |
| 24               | 胡蝶   | 51 | 浮舟   |
| 25               | 蛍     | 52 | 蜻蛉   |
| 26               | 常夏   | 53 | 手習   |
| 27               | 篝火   | 54 | 夢浮橋 |

夕霧（ゆうぎり）は、『源氏物語』五十四帖の巻名のひとつ。第39帖。巻名は、夕霧（下記）が落葉宮に詠んだ和歌「山里のあはれをそふる夕霧に立ち出でん空もなき心地して」にちなむ。また『源氏物語』に登場する架空の人物。夕霧大将（ゆうぎりのたいしょう）とも。光源氏の（世間から見た）長子。母は葵の上。夕霧の名は彼が中心人物になる巻の名に因んで後世の人がつけたもの。

## 帖のあらすじ
光源氏50歳、夕霧29歳の八月中旬から冬にかけての話。
柏木の未亡人落葉の宮は、母一条御息所の病気加持のために小野の山荘に移っていた。宮に恋心を募らせていた夕霧は、八月の中ごろに御息所の見舞いを口実に小野を訪れる。折からの霧にかこつけて宮に宿を求めた夕霧は、拒み続ける宮の傍らで積年の思いを訴え続けるが、思いはかなわぬままに夜は明ける。
祈祷の律師から夕霧が宮の元で一夜を明かし朝帰りしたと聞き驚いた御息所は、真情を確かめるべく病をおして夕霧に文を認める。
女郎花しをるる野辺をいずことて 一夜ばかりの宿をかりけむ
文を書き終えた直後、御息所は危篤状態に陥ってしまう。
御息所からの文が夕霧の元へ届いたが、それを北の方の雲居の雁が取り上げ隠してしまう。
翌朝。ようやく文を見つけたが、夕霧は文に認められた歌を見て「宮を弄んだ」と誤解された事を悟る。夕霧の返事は遅れに遅れ、御息所は心労のあまり急死してしまう。突然の訃報を受け夕霧は葬儀全般の世話をするが、落葉の宮は母の死は彼のせいと恨み心を開こうとはしなかった。
落葉の宮はこのまま山荘に残り出家したいと思ったが、父朱雀院から「女三宮も出家したばかり。姫宮たちが競うように出家するのは…」と窘められる内容の文が届き、落ち込む。夕霧によって強引に本邸の一条宮に連れ戻された。世間では二人の仲は既に公然のものとなっており、その状況に宮は戸惑う。
夕霧は養母の花散里から事情を聞かれるが、帰宅後嫉妬に狂った雲居の雁と夫婦喧嘩をしてしまう。何とか雲居の雁をなだめて落葉の宮の邸へ通っても、宮は塗籠（ぬりごめ＝土壁に囲まれた寝所）に閉じこもって出てこようとしない。結局強引に逢瀬を遂げて既成事実を作ってしまう。
翌朝夕霧が邸に帰ると、雲居の雁は主に娘と幼い子数人を連れて実家の致仕大臣邸に帰ってしまっていて、連れ戻しに行っても取り合おうとしない。ついに二人は決裂してしまった。
一方落葉の宮は亡き夫の父致仕大臣に文で責められ、夕霧の妾の藤典侍も雲居の雁の味方で、一人途方にくれるのだった。

### 派生作品
- 「落葉」（能、三番目物、世阿弥作か） - 金剛流のみの上演。夕霧の愛にとまどい心を閉ざす未亡人落葉の宮の憂いを描く

## 人物の夕霧
光源氏の長男（実は異母兄冷泉帝がいるが、夕霧自身は知らない）。母は葵の上。頭中将の甥で、その子達（柏木、雲居の雁等）とは従兄弟にあたる。夢占いにおいて「中の劣り」と呼ばれて太政大臣になることを約束されている。源氏譲りの美貌に恵まれた貴公子である一方、漢学に優れた優秀な官吏であり、また実直で恋愛には不器用なことから、「好き者」の父に対し終始「まめ人」として語られている。五十四帖のうち「葵」から「蜻蛉」まで登場。
生まれてすぐに母を亡くし（「葵」）、祖母の大宮の邸で育てられる。大宮邸には内大臣（頭中将）の娘の雲居の雁もひきとられており、二人は筒井筒の恋を育んでいた（もっとも「少女」では既に「いかなる御仲らひにかありけむ」と二人の深い関係を暗示するような文もある）。しかし夕霧が12歳で元服したころ、源氏が彼を大学寮に入れ学問を習得させようと二条の東の院に夕霧を移し、なかなか大宮邸へ通えなくなる。さらに雲居の雁を東宮妃にしようと目論んでいた内大臣が夕霧との恋仲を知り激怒、雲居の雁を自邸へ引き取って二人を引き離した。傷心の夕霧を、源氏は花散里に託して彼の養母とした。
その後も雲居雁とは密かに文を交わし続けること六年、とうとう内大臣が折れて二人の結婚を認めた（「藤裏葉」）。
結婚後の夫婦仲は円満で子も多く、雲居の雁以外の夫人は妾の藤典侍（源氏の側近惟光の娘）の一人だけという一夫多妻制の当時では珍しい生真面目さだった。しかし親友柏木の没後、未亡人の落葉の宮に執心するようになり、怒った雲居の雁に別居されるという騒動を起こす（「夕霧」）。なかば強引に落葉の宮と結婚した後は、毎月夜毎十五日ずつ均等に雲居の雁と落葉の宮に通い、また落葉の宮を六条院の夏の町に移して藤典侍腹の六の君を養女とした（「匂宮」）。
弟薫の出生の秘密にも、柏木や源氏の様子などからうすうす勘付いてはいたが、それ以上追及することはなく終生兄として庇護し、一時は六の君の婿にとも考えた。
また、源氏は自分が過去に起こした過ちを繰り返させないために、息子の夕霧には容貌の劣る花散里以外の妻たちと親しく会わせたことはなかった。しかし一度だけ紫の上の顔を垣間見た際（「野分」）、その美貌は衝撃的に彼の心に焼きつき、彼女の面影を一生忘れられないものとして密かに思慕し続けた。夕霧の生真面目な性格から父源氏のような過ちは起こらなかったものの、紫の上臨終後に再び垣間見た際には、その死に顔すら類なく美しいと絶賛し（「御法」）、源氏亡き後まで彼女が存命であればと惜しんでいる（「匂宮」）。
宇治十帖にも登場。この時には右大臣（「竹河」では左大臣）に就いている。長女を東宮、次女を二宮の妃に入れ、さらに六の君を匂宮と結婚させた。